# Karl Forssberg
Karl Anders Forssberg, född den 5 november 1932 i Sollefteå, död den 10 juli 2015 i Älvsjö, var en svensk militär.
Forssberg blev kapten vid Västernorrlands regemente 1965 och vid Västerbottens regemente 1968. Han befordrades till överstelöjtnant 1972 och till överste 1982. Forssberg blev chef för underrättelseavdelningen vid Försvarsstaben 1976, armé-, marin- och flygattaché i Köpenhamn 1982 och ställföreträdande regementschef vid Hälsinge regemente 1986. Efter att ha befordrats till överste av första graden var han chef för Västernorrlands regemente och befälhavare i Västernorrlands försvarsområde 1989–1993. Forssberg blev riddare av Svärdsorden 1974.